# Hòa Hậu
Hòa Hậu là một xã thuộc huyện Lý Nhân, tỉnh Hà Nam, Việt Nam.

## Địa lý
Xã Hòa Hậu nằm ở phía đông nam huyện Lý Nhân, có vị trí địa lý:
- Phía đông giáp tỉnh Thái Bình và tỉnh Nam Định
- Phía tây giáp xã Tiến Thắng
- Phía nam giáp tỉnh Nam Định
- Phía bắc giáp xã Tiến Thắng và xã Phú Phúc.

Xã có diện tích 8,67 km², dân số năm 1999 là 13.084 người, mật độ dân số đạt 1.509 người/km²

## Lịch sử
Xã Hòa Hậu được thành lập vào ngày 23 tháng 2 năm 1977 trên cơ sở hợp nhất hai xã Nhân Hòa và Nhân Hậu.

## Văn hóa
Làng Đại Hoàng thuộc xã Hòa Hậu là quê hương của nhà văn Nam Cao (1917–1951) và cũng là nguyên mẫu của làng Vũ Đại, bối cảnh của truyện ngắn Chí Phèo nổi tiếng.